# Teoria da transformação (mecânica quântica)
A Teoria da transformação refere-se a um procedimento e uma "figura" usado por Dirac sobre as mudanças que um estado quântico sofre ao longo do tempo, na formulação de sua teoria quântica em 1927. A teoria da transformação também está baseada na distinção entre fatos físicos e suas representações em diferentes sistemas de referência. Essas diferentes bases são chamadas de espaço de Hilbert. Ela foi desenvolvida em dezembro de 1926 por Jordan  e, simultaneamente por Dirac.